# Hadano
Hadano (秦野市?) è una città giapponese della prefettura di Kanagawa.